# Katrin Rehdanz
Katrin Rehdanz (* 1969) ist eine deutsche Wirtschaftswissenschaftlerin.

## Leben
Sie studierte Volkswirtschaftslehre an der Universität Hamburg und war Doktorandin der Forschungsstelle nachhaltige Umweltentwicklung in Hamburg. 2007 wurde sie Juniorprofessorin für Umwelt- und Ressourcenökonomik an die Christian-Albrechts-Universität zu Kiel. Bis 2012 leitete sie die Nachwuchsforschergruppe „Valuing the Ocean“ im Exzellenzcluster „Future Ocean“. Seit 2016 ist sie Direktorin und Professorin des Instituts für Umwelt-, Ressourcen- und Regionalökonomik.
Ihr Forschungsschwerpunkt ist quantitative Umwelt- und Energieökonomik.

## Schriften (Auswahl)
- mit Richard Tol: On national and international trade in greenhouse gas emission permits. Mailand 2002.
- Economic aspects of climate change. Berlin 2004, ISBN 3-86573-028-0.
- mit David Maddison: The amenity value of climate to German households. Berlin 2004.
- mit Helena Meier: Determinants of residential space heating expenditures on Great Britain. Kiel 2008.